# Phong Châu (thị trấn)
Phong Châu là thị trấn huyện lỵ của huyện Phù Ninh, tỉnh Phú Thọ, Việt Nam.

## Địa lý
Thị trấn Phong Châu nằm ở phía nam huyện Phù Ninh, có vị trí địa lý:
- Phía bắc giáp xã Phú Nham
- Phía tây bắc giáp xã Phú Lộc
- Phía đông nam giáp xã Phù Ninh
- Phía nam giáp huyện Lâm Thao.

Thị trấn Phong Châu có diện tích 9,38 km², dân số thường trú năm 2019 là 16.836 người, mật độ dân số đạt 1.794 người/km².

## Lịch sử
Phần lớn địa bàn thị trấn Phong Châu trước đây là xã Phù Lỗ thuộc huyện Phù Ninh.
Ngày 5 tháng 7 năm 1977, huyện Phù Ninh hợp nhất với huyện Lâm Thao thành huyện Phong Châu, xã Phù Lỗ thuộc huyện Phong Châu.
Ngày 26 tháng 2 năm 1980, Hội đồng Chính phủ ban hành Quyết định 59-CP. Theo đó, thành lập thị trấn Phong Châu, thị trấn huyện lỵ huyện Phong Châu trên cơ sở điều chỉnh một phần diện tích và dân số của các xã Phù Lỗ và Phú Nham.
Ngày 13 tháng 1 năm 1989, Hội đồng Bộ trưởng ban hành quyết định sáp nhập xã Phù Lỗ vào thị trấn Phong Châu.
Ngày 24 tháng 7 năm 1999, Chính phủ ban hành Nghị định 59/1999/NĐ-CP. Theo đó, chia lại huyện Phong Châu thành hai huyện Lâm Thao và Phù Ninh, thị trấn Phong Châu trở thành huyện lỵ huyện Phù Ninh.